# Zoofyt

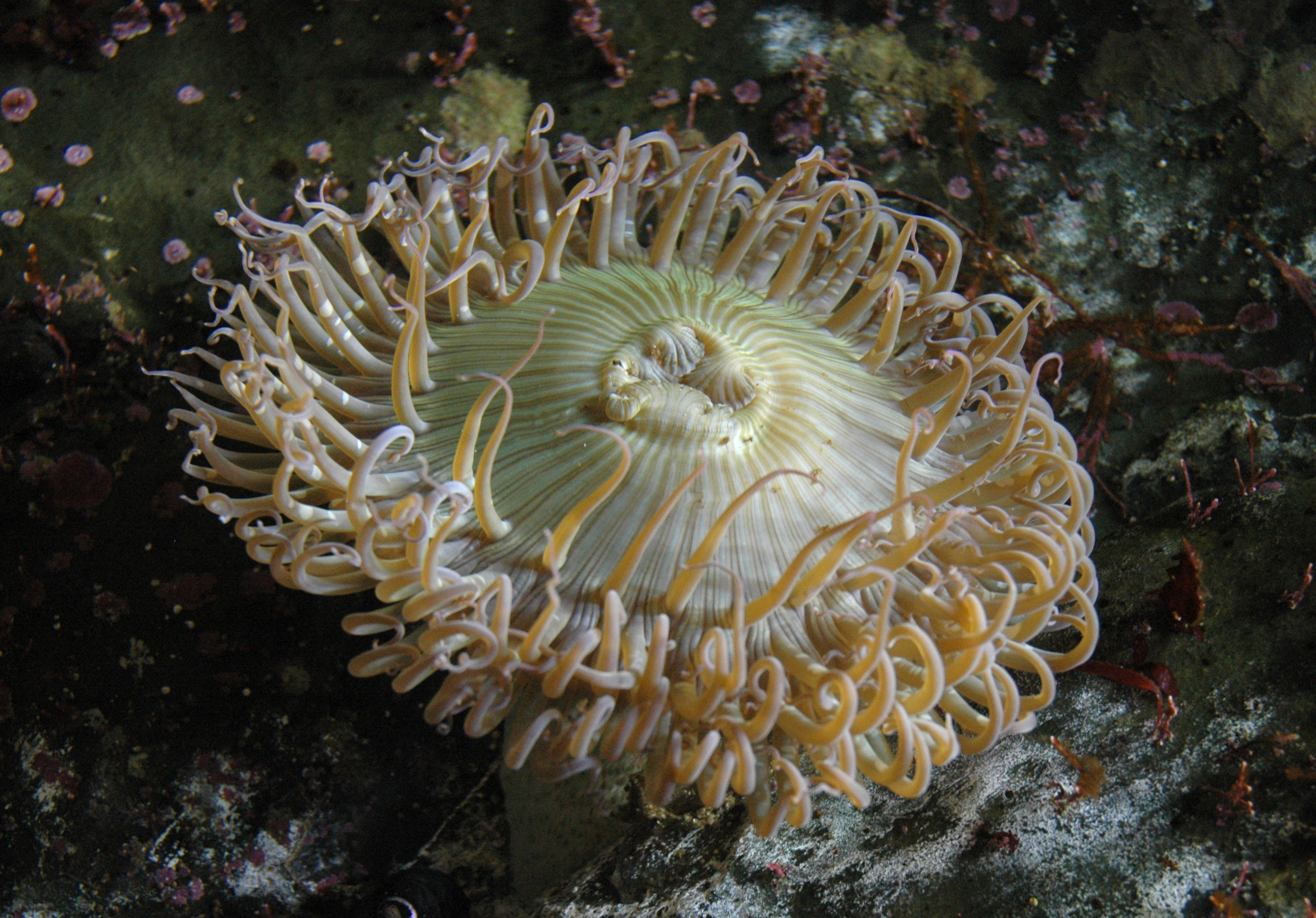
Sasanka mořská

Zoofyt (z latinských slov zoo- živočišný, -phyte rostlina) je živočich vizuálně připomínající rostlinu. Důvodem zoofytova vzezření je adaptace ke svému přirozenému prostředí; může jím být též potřeba skrýt se před predátory nebo naopak lov kořisti.
Příkladem zoofytu jsou mořské sasanky.
Tento termín se používá už jen zřídkakdy. Zajímavost: Jules Verne jej v románu Dvacet tisíc mil pod mořem použil hned několikrát.